# R.A.M.O.N.E.S.
R.A.M.O.N.E.S. è un singolo tributo ai Ramones, pubblicato dai Motörhead, amici di lunga data della band punk, nell'album 1916.
La canzone fu scritta prima che Phil Taylor e Würzel lasciassero i Motörhead ed è suonata ancora oggi nelle esibizioni live della band.
Anche i Ramones spesso l'hanno suonata durante i loro innumerevoli concerti negli anni novanta.
È stata inserita nella raccolta Hey Ho! Let's Go: The Anthology, nell'album ¡Adios Amigos! come bonus track nella versione giapponese e nell'album Greatest Hits Live, ma, in quest'ultimo è una versione cantata da Joey Ramone.
Joey disse a proposito di questa canzone: 
(Joey Ramone)
Venne cantata all'ultimo concerto dei Ramones, al "Billboard Live at Palace" a Los Angeles in California il 6 agosto del 1996, con la partecipazione di Lemmy Kilmister.
È stata inserita come bonus track in alcune edizioni dell'album Kiss of Death del 2006 dei Motörhead ed anche nell'album Fang Bang sempre del 2006 dei Wednesday 13.